# Danh sách phần mềm phân vùng đĩa
Đây là danh sách các phần mềm quản lý đĩa nổi tiếng

## Nguồn mở

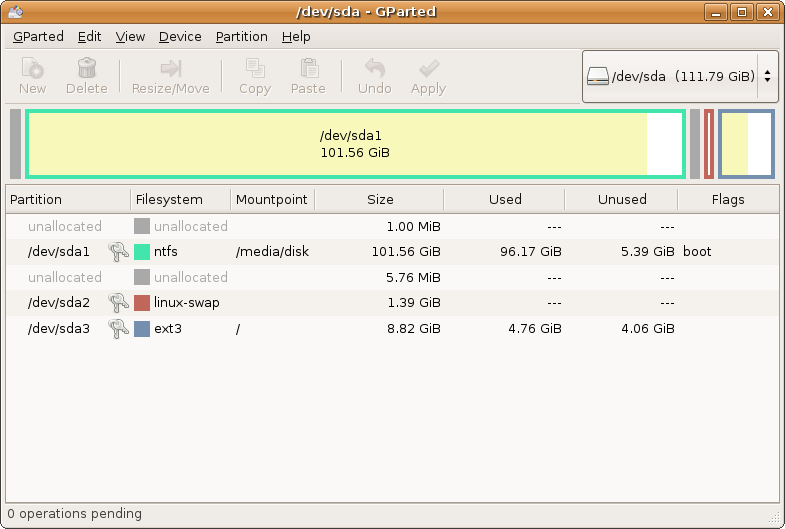
GParted